# Prosopocera kulzeri
Prosopocera kulzeri là một loài bọ cánh cứng trong họ Cerambycidae.